# Годвинсоны
Династия Годвинсонов (англ. House of Godwin) — англосаксонская семья, одна из ведущих аристократических семей Англии за 50 лет до норманнского завоевания. Самым известным её членом был Гарольд II Годвинсон, король Англии в течение девяти месяцев в 1066 году.
Основатель семьи, граф Годвин Уэссекский, около 1020 года получил во владение от короля Кнуда Великого графство Уэссекс. Он сохранил своё положение во время правления сыновей Кнуда, Гарольда I Заячьей лапы и Хардекнуда, и укрепил его, когда король Эдуард Исповедник пожаловал графства Свену и Гарольду, двум старшим сыновьям Годвина от своей датской жены Гиты. Семья пережила попытку короля изгнать их. После смерти Годвина его сыновья владели графствами Уэссекс, Восточная Англия и позже Нортумбрия: Гарольд стал самым могущественным человеком в Англии, затмив власть короля.
Когда Эдвард Исповедник умер бездетным в 1066 году, ему наследовал Гарольд Годвинсон. Гарольд одержал великую победу над норвежским захватчиком Харальдом III Суровым и своим отчуждённым братом Тостигом Годвинсоном в битве при Стамфорд-Бридже. Три недели спустя, с его поражением и смертью в битве при Гастингсе, англосаксонскому самоуправлению пришёл конец. Более поздние поколения семьи были рассеяны по Северной Европе. Так, одна из его внучек, Гита Уэссекская (дочь Гарольда), была выдана замуж за Владимира Мономаха. То есть Годвин является одним из предков Рюриковичей.